# 戦力外通告
戦力外通告（せんりょくがいつうこく）とは、主にプロスポーツ競技において、チームが所属選手に対し「戦力構想から外れていることを選手本人に通告」することを指す。構想外通告（こうそうがいつうこく）と呼ばれることもある。
主に日本プロ野球で用いられている言葉であり、当該選手に対する選手契約の解除や見直しを示唆する意味を持つ。他の国あるいはスポーツにおいては、何をもって戦力外通告相当とするかは事例ごとに異なる。

## 日本プロ野球

### 概略
日本プロ野球においては支配下登録選手の契約期間は毎年2月1日から11月30日（育成選手は10月31日）までと定められており、球団が翌年度も継続して契約を希望する場合は、次年度契約保留選手名簿に記載され、11月30日（育成選手は10月31日）までに日本野球機構（NPB）に提出される（たとえ、球団と選手間において複数年契約が結ばれていてもNPBと球団の手続き上は同じ扱いである）。その名簿に記載されない選手は自由契約選手として公示される。ただし次年度の契約保留選手から外れ自由契約となる理由は様々あるため、必ずしも「戦力外」であるとは限らない。
上記の規定によらずシーズン途中で選手を自由契約とすることもできるが、ウェイバー公示により1週間以内に獲得を希望する球団が現れなければNPB球団と契約を結べるのはシーズンオフの12球団合同トライアウト終了後となる。そのため日本人選手に対しては、選手のルール違反により契約解除されるケースを除いてシーズン中に自由契約となることはほとんどない。

戦力外通告は主に、身体能力の低下・怪我・病気・成績低迷など、単純に戦力として価値が下落した選手に対して行われるが、試合で起用されなくなった中堅以上の選手に対して行われることもある。また、複数年契約の途中であっても結果が伴わなければ契約解除（事実上の戦力外）とする場合もある。その場合、野球協約の定める制限選手・資格停止選手・出場停止選手・失格選手に該当するか複数年契約の場合は報酬減額に関する特約を定めない限り、約束された残りの年俸は支払われる。
里崎智也は自身のYouTubeチャンネルで、戦力外通告の基準について「成長の見込みがない、使い物にならない」「（年俸など）金銭面での問題」「（起用法での）キャラ被りが多い」「（飼い殺しを防ぐための、球団側による）親心」の4つを挙げている。

合同トライアウトが開催される時期には、各球団とも秋季キャンプを終えて来年度に向けたチームの編成作業が大きく進んでおり、例年12月の保留選手公示まで翌年度の構想に入っているか分からなければテスト入団など実務上の問題が生じるため、他球団への入団機会確保を目的として自由契約選手公示より前に翌年度の戦力構想外であることを通告する制度が戦力外通告である。

元々、実務上の問題により慣例的に自由契約選手公示の前の戦力外通告を行っていたが、2006年（平成18年）のオフ、当時オリックス・バファローズに在籍していた中村紀洋に対しチームが年俸減額制限を超える年俸を提示し、中村が自由契約を選択したため、これに関わる問題が発生した。翌2007年（平成19年）には中日ドラゴンズの金本明博に対して開幕後僅か1か月という早い段階で育成契約への切り替えを前提としたウェイバー公示が出され、労働組合日本プロ野球選手会の抗議によって取り消されるという事態に発展した。この2つの出来事によってルールの厳格化が必要になった。
日本プロフェッショナル野球組織（NPB）と労組選手会は2008年（平成20年）9月19日付で下記の戦力外通告に関するルールを取り決めた。シーズン途中で支配下登録選手をウェイバーにして育成で再契約することは禁じられ、選手が自ら自由契約を選択できる野球協約に定める減額制限を超える年俸提示を行う場合の通告も、この期間になされなければならなくなった。減額制限超えの年俸提示をしたことの発表や選手が自由契約を選択するかどうか即断することは要求されないため、下記の通告期間外に自由契約が発表されることもある。なお、ルールの中で「戦力外」または「戦力外通告」という正式な言葉は存在するかは不明である。

### 通告期間
- 第1次通告：二軍の全日程終了翌日からクライマックスシリーズ開幕前日まで[注 1]。
- 第2次通告：クライマックスシリーズ全日程終了翌日から日本シリーズ終了翌日まで。ただし日本シリーズ出場チームは日本シリーズ終了の5日後まで[注 2]。

戦力外通告を受けた後も契約期間は続くため、試合に出場することは可能であるが、育成再契約を予定する選手以外は一般にチームに帯同しなくなる。現役続行を希望する場合は、他球団移籍の為に12球団合同トライアウトに参加することが認められており、そのために元所属球団の練習施設を使用することもある。なお、戦力外通告を受けた選手との契約は、機会平等化の観点から当該年度の第1回合同トライアウト終了後に解禁される。

ただし、選手側の引退の申し出が先にあったり、戦力外通告期間より早い時期に引退勧告があったりなどで任意引退となる場合もある。

### 球団公式発表
かつては球団の公式発表でも「戦力外通告」という言葉が使われることがあったが、2017年オフまでオリックス・バファローズが用いていたのを最後にNPBで用いる球団はなくなり、以降は「来季の契約を結ばないことを通達」「来季の選手契約を締結しない旨を通達」などといった表現が用いられる。
2021年に北海道日本ハムファイターズは西川遥輝、秋吉亮、大田泰示の3選手に「ノンテンダーとする」という談話をつけ、「野球協約第66条の保留手続きを行わない」ことを発表した。「再契約の可能性を閉ざすもの」ではないとして他の自由契約選手とは分けて発表され、報道ではこれに追従し3選手を「ノンテンダー」と表現していた。ただし保留手続きを行わない場合は選手に通達義務があるためNPBの手続き上は通称上の戦力外通告に該当し、上記ルールにおける第2次通告期間内に通告が行われていることになる。結果的に日本ハムは3選手とは再契約せず、西川は東北楽天ゴールデンイーグルスへ、秋吉は日本海オセアンリーグの福井ネクサスエレファンツへ、大田は横浜DeNAベイスターズへそれぞれ移籍となった。選手会は「ノンテンダー」の用語を「選手やファン、社会一般に誤解を与える」と問題視し、日本ハム球団との協議の結果今後使用しないことを確認している。

#### 育成再契約の場合の扱い
先述の通り、シーズン中のウェーバー公示による自由契約はできないため、支配下選手から育成選手として再契約する場合も戦力外通告を行う必要がある。
育成契約を打診しても他球団と契約するケースがある（例：茶谷健太）ため、一般に育成契約を予定している旨は球団発表では明らかにされない。ただし、育成再契約する選手を「自由契約とすることを通知」として分けて発表する読売ジャイアンツの例や、戦力外通告した事実を発表しないまま育成再契約をした段階で初めて発表する横浜DeNAベイスターズや阪神タイガースのような例もある。
また育成選手は、育成での入団から3年間経過してから、支配下契約からの切り替えの場合は1年目から、毎年オフに自由契約となる。
これは規定により必ず適用されるものであり、本来の「戦力外通告」にはあたらないが、千葉ロッテマリーンズなど球団によってはこれも戦力外と同等のものとして発表するケースがある。
なお、同じ球団でも年によって発表内容が変わることがある。例として埼玉西武ライオンズの上間永遠は、2021年オフに育成契約への切り替えに伴う戦力外通告を受けてから3年連続で戦力外通告と発表されていたが、2024年オフはその発表がなかった。だが、戦力外として発表されていた年と2024年オフとはあくまで同じ規定による自由契約であり、同じ形で都度再契約を結んでいる。

## メジャーリーグ
メジャーリーグベースボール (MLB) において、NPBの戦力外通告に近い規定としては以下がある。

### ノンテンダー (Non-tender)
シーズン終了後、サービスタイム (MLS = Major League Service time)6年未満の所属選手に対し、期限日（例年、ウインターミーティング開始前となる12月初旬）までに球団が翌年シーズンの契約年俸を提示しなかった場合、球団は選手の保留権を失い、選手は「Non-tender FA（ノンテンダーFA）」と呼ばれる自由契約状態になる。
ただし、原則MLS3年で取得できる年俸調停権を持つ選手は成績にかかわらず年俸が高騰しやすい傾向にあるため、ノンテンダーは球団側がコストに見合わない選手との調停を回避する目的で実行するケースが大半であり、その後改めて契約条件の交渉を行い再契約・残留に至るというケースもあるため、必ずしも「ノンテンダー即ち戦力構想外」とは言えない。

### DFA (Designated For Assignment)
DFAとは、メジャーリーグベースボール (MLB) で用いられる契約用語。所属選手をMLBの40人枠から外し、他球団へ譲渡可能な状態にする措置を指す。DFAは Designated for assignment の略であり、MLB公式ルールブック上での用語定義はされていないが、少なくとも1976年からアメリカのメディアで用いられている。日本語での直訳は「譲渡指定」といった意味になる。

## プロサッカー
プロサッカーにおいては、野球などと違い契約満了後にはクラブの選手への拘束力は発生しない為、契約が満了するにもかかわらず契約延長を提示されないという事実そのものが戦力外通告となる。特に日本プロサッカーリーグ（Jリーグ）の場合では翌シーズンの年俸としてゼロ円を提示することが慣例となっており、戦力構想外であることの通告を「ゼロ円提示」と言い換えて報道することが多い。この場合、契約満了による移籍であるので移籍金は発生しない。Jリーグにおいてはゼロ円提示の通告期限はリーグ全日程終了の5日後である。
なお、契約期間内であってもチームの戦力構想に入っていない場合には、チームに帯同せず他クラブの入団テストを受けることが認められる場合があり、これもまた事実上の戦力外通告である。この場合、契約満了前であるので移籍金が発生する場合もある。

## その他のスポーツ
麻雀のMリーグでは、同一のメンバー構成で2年連続してセミファイナルシリーズに進出できなかった場合、そのチームは最低1名以上の選手を入れ替えなければならないルールがあり、広義の戦力外通告と言える。